# Saint-Martin-d’Ordon
Saint-Martin-d’Ordon ist eine französische Gemeinde im Département Yonne (Region Bourgogne-Franche-Comté) im Arrondissement Sens und im Kanton Joigny (bis 2015: Kanton Saint-Julien-du-Sault). Die Gemeinde hat 420 Einwohner (Stand: 1. Januar 2022).

## Geographie
Saint-Martin-d’Ordon liegt etwa 47 Kilometer nordwestlich von Auxerre. Umgeben wird Saint-Martin-d’Ordon von den Nachbargemeinden Piffonds im Norden und Nordwesten, Bussy-le-Repos im Norden und Nordosten, Verlin im Osten, Cudot im Süden sowie Saint-Loup-d’Ordon im Westen.

## Bevölkerungsentwicklung
| Jahr                      | 1962 | 1968 | 1975 | 1982 | 1990 | 1999 | 2006 | 2013 |
| ------------------------- | ---- | ---- | ---- | ---- | ---- | ---- | ---- | ---- |
| Einwohner                 | 293  | 287  | 289  | 237  | 252  | 297  | 285  | 400  |
| Quelle: Cassini und INSEE |      |      |      |      |      |      |      |      |

## Sehenswürdigkeiten

Kirche Saint-Martin

- Kirche Saint-Martin